# 解剖你的纯爱歌～去死吧～
《解剖你的純愛歌～去死吧～》（日语：／ anata kaibō jun'aika shine）是日本唱作歌手愛繆的出道單曲，由Lastrum於2015年3月4日發行。

## 概要
這張單曲是由淘兒唱片獨家發售的独立音乐作品，售价为500日元。但因歌词内容过于露骨被各家电视台及电台禁止播出，但在Oricon的独立音乐周榜上仍取得第10位的成绩。
这首歌曲是爱缪正式开始音乐活动的时候所创作的大约50首歌曲中的其中一首，她说“用了10分钟左右就完成了”。歌词中对喜欢的人所说的“喂”（日语： nē）与全盘否定对方时所说的“去死吧”（日语： shine）押韵，对此她说道：“我绝不是想把‘去死吧’加进歌词里，只是恰巧‘去死吧’跟‘喂’是对应的双关语。所以这首歌并不是我执念太深才写出来的。”
在谈到歌曲中那个疯狂的女主人公时，爱缪说：“偶尔我也会有同感。一想起之前交往过的人，照这样做不就好了吗。”“（像挖眼睛之类的歌词）是一种比喻的表达方式。”她的祖母在听到这首歌之后以为她精神状况有些异常，还特意打电话来关心。
收录曲《搞点事情吧》是爱缪在Book Off买了一本色情小说读了以后创作的。她说：“我想创作一首让人想到青春的歌，听起来像是在胡说八道。”

## 收錄曲目
| CD       | CD                           | CD          | CD    |
| 曲序     | 曲目                         | 編曲·製作人 | 时长  |
| -------- | ---------------------------- | ----------- | ----- |
| 1.       | 解剖你的純愛歌～去死吧～（） | samfree     | 4:27  |
| 2.       | 搞点事情吧（）               | 星野純一    | 4:15  |
| 3.       | 逞強了（）                   | 星野純一    | 5:03  |
| 总时长： | 总时长：                     | 总时长：    | 13:45 |